# Clactonià
El clactonià és una fàcies industrial del Paleolític inferior descrita per Henri Breuil el 1932 a partir de materials del lloc epònim de Clacton-on-sea (Essex, Anglaterra).

## Clactonià antic
El clactonià data de la Glaciació de Mindel o, fins i tot a l'interglacial anterior (fa cap a uns 600.000 anys). Aquesta indústria està associada a fauna com l'Elephas antiquus i l'Elephas meridionalis, a les mateixes èpoques de l'olduvaià evolucionat o abbevil·lià (és a dir, inicis de l'axeulià). Semblava estendre's per tota l'Europa atlàntica.

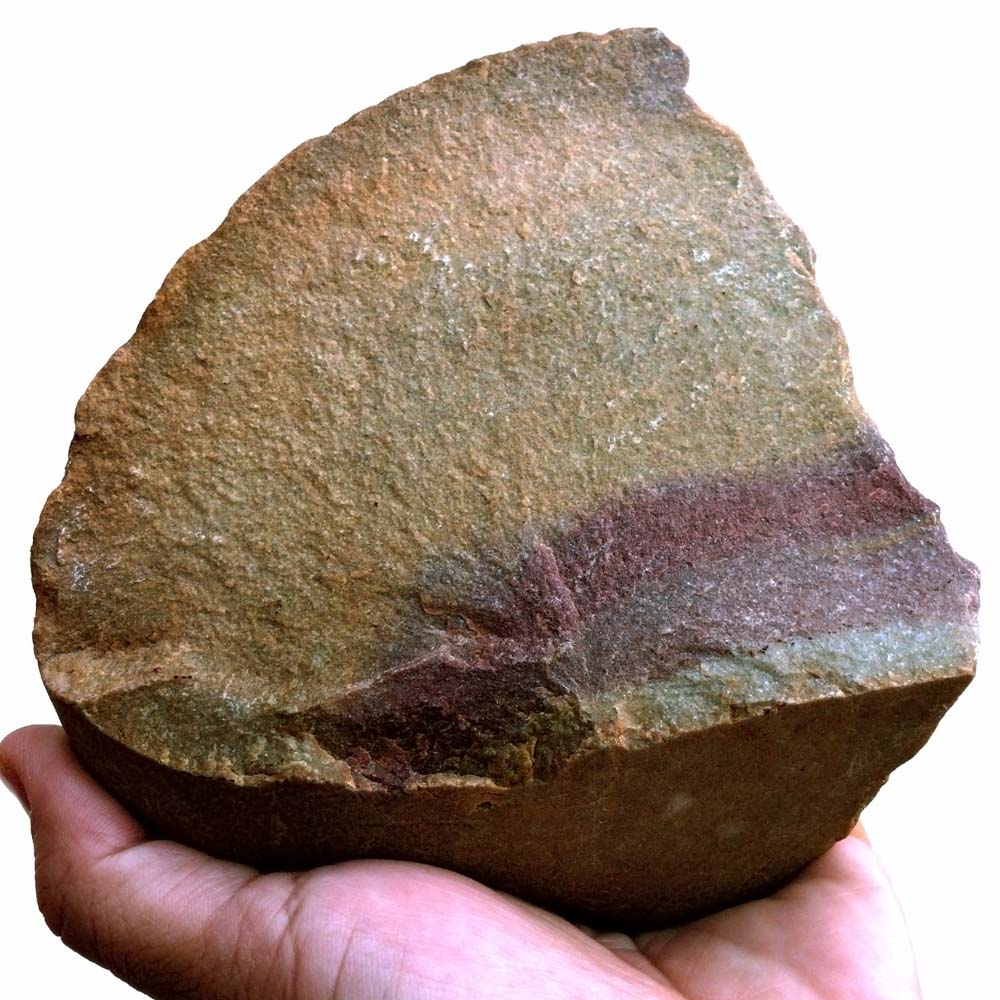
Ascla clactoniana

Encara que sigui contemporàni a l'axeulià i hi comparteixi els seus mateixos trets tecnològics, manca de bifaços. Es caracteritza, més aviat, per un procediment d'extracció d'ascles que sovint rep aquest mateix apel·latiu (tècnica clactoniana) i que consisteix a obtenir peces de mida gran colpejant amb grans percussors, en general passius (percussor dorment). Les ascles així obtingudes es distingeixen pel taló gruixut, gairebé sempre llis o cortical, i amb un contracoide molt prominent.
No es tracta pròpiament d'una indústria només amb ascles, sinó que posseïa diversos tipus d'eines nuclears, fonamentalment, còdols tallats, elaborats sobre blocs angulosos de sílex. A més a més, gran part de les ascles s'extreien a través de tècniques que es presentaven a altres cultures de l'edat de pedra.
Tot i això, el clactonià, més que una cultura o una fàcies, podria tractar-se d'una tècnica de talla que es feia servir indiferentment per a l'extracció d'ascles o el seu retoc amb percussor dur. Aquest retoc solia tenir d'objecte obtenir una profunda escotadura o fonadura en el fil, a través d'un únic asclat molt penetrant i marcat: l'osca clactoniana. Entenent-lo això, el clactonià va existir a dins de l'axeulià (potser com a variant, al llarg de tot el seu desenvolupament) i, fins i tot, durant etapes anteriors.

## Evanosià
En evolucionar, a l'interglacial Mindel-Riss, el clactonià diversifica el seu utillatge, pel que comença una etapa diferent, l'evanosià o taiacià; el qual, alhora, dona lloc a les anomenades indústries tipus Curson. L'evanosià, que també manca de bifaços, ja posseeix eines com les rascadores i troncatures -virtualment idèntiques a les del Paleolític superior-, a més a més de còdols tallats, poliedres, osques i denticulats.

## Micoquià

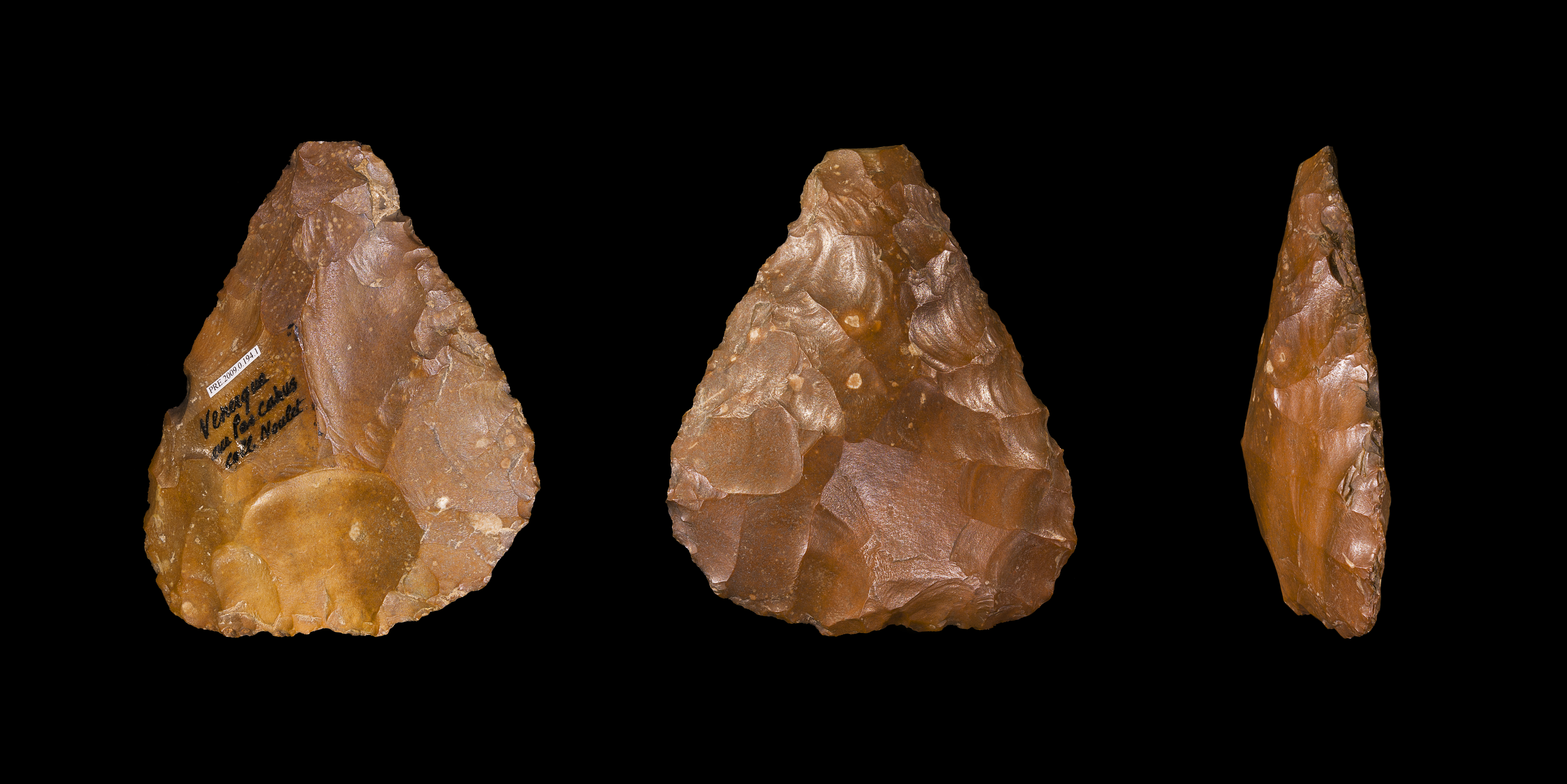
Bifaç de silueta micoquiana

L'etapa anomenada micoquiana apareix avançada ja la glaciació de Würm a l'actual França. No presenta grans diferències amb l'evanosià, únicament un tipus molt concret de bifaços, anomenats bifaços micoquians, que caracteritzen les fases més evolucionades del clactonià.